# Le Dernier Vermouth
 (avril 2021).
Pour plus de détails, voir Fiche technique et Distribution.
Le Dernier Vermouth est un court métrage français de 20 minutes écrit et réalisé par les frères Germain et Robin Aguesse en juin 2018,,,,.
Le film met en scène les comédiens Serge Papagalli et Gilles Graveleau, notamment connus pour leurs rôles récurrents dans la série Kaamelott d'Alexandre Astier.

## Fiche technique
- Titre original : Le Dernier Vermouth
- Réalisation : Germain Aguesse, Robin Aguesse
- Scénario : Germain Aguesse, Robin Aguesse
- Direction artistique et décors : Simon Carloni
- Photographie : Félicien Forest
- Prise de Son : Pierre Carlier
- Costumes : Bérénice Cambonie
- Musique : Romain Warret
- Montage : Maud Veron, Guilhem de Buyer
- Mixage et Sound Design : Florian Chaubet
- Photographe de plateau : Gaëtan Lamarque

## Distribution
- Serge Papagalli : Serge
- Gilles Graveleau : Marius
- Daniel Gros : Raoul
- Gilles Arbona : le père Robert Duval
- Greg Romano : le Bouquetin Boiteux
- Christiane Papagalli : Germaine
- Bernard Zenou : monsieur Henry
- Joachim Lelièvre : le touriste
- Mareva Dos Santos : la zombie
- Charles Villermet : le chasseur

## Sortie du film
Depuis le 31 octobre 2020, le court-métrage est disponible sur YouTube. En mai 2021, il cumule près de 40 000 vues.

## Décors et lieux de tournage
Le film a entièrement été tourné dans la vallée de la Maurienne, en Savoie.
Les différents décors étaient répartis entre plusieurs villes dont Saint-Michel-de-Maurienne, Avrieux, La Toussuire, Montvernier…